# Túnel de base do Ceneri
O Túnel de base do Ceneri é um túnel ferroviário que faz parte do projecto da Nova ferrovia transalpina (NFTA), cuja escavação se iniciou em 2003 e ligará Vezia a Magadino, ou seja as planícies de Lugano e de Locarno, ambas no Ticino na Suíça.
Nas entradas Norte e Sul já se escavaram as galeras de serviço. Por questões de segurança tanto o túnel de base do Gothard como o do Ceneri serão compostos de dois tubos/galerias ligados entre eles cada 400 m por uma passagem de comunicação .
O Túnel de base do Ceneri será o eixo Sul do transito de comboios de mercadorias e de passageiros na grande ligação Zurique e Milão em paralelo com o Túnel de base de São Gotardo que terá 57 Km de comprimento.

## Características
O TBC terá 15,4 Km de comprimento e um desnível máximo de 8%º o que permite o reboque de comboio de mercadorias de 2 000 toneladas sem necessitar de uma locomotiva no fim do comboio a empurrar .
A 1  de janeiro de 2014 um total de 28,5 Km, ou seja 71,7% dos túneis e galerias já tinham sido escavados . 

## Imagens
- «AlpTransit: Photos/Tunel de base du Ceneri (Camorino, Sigirino e Vezia)» (em francês). Visitado: Jan. 2014